# Morlaàs

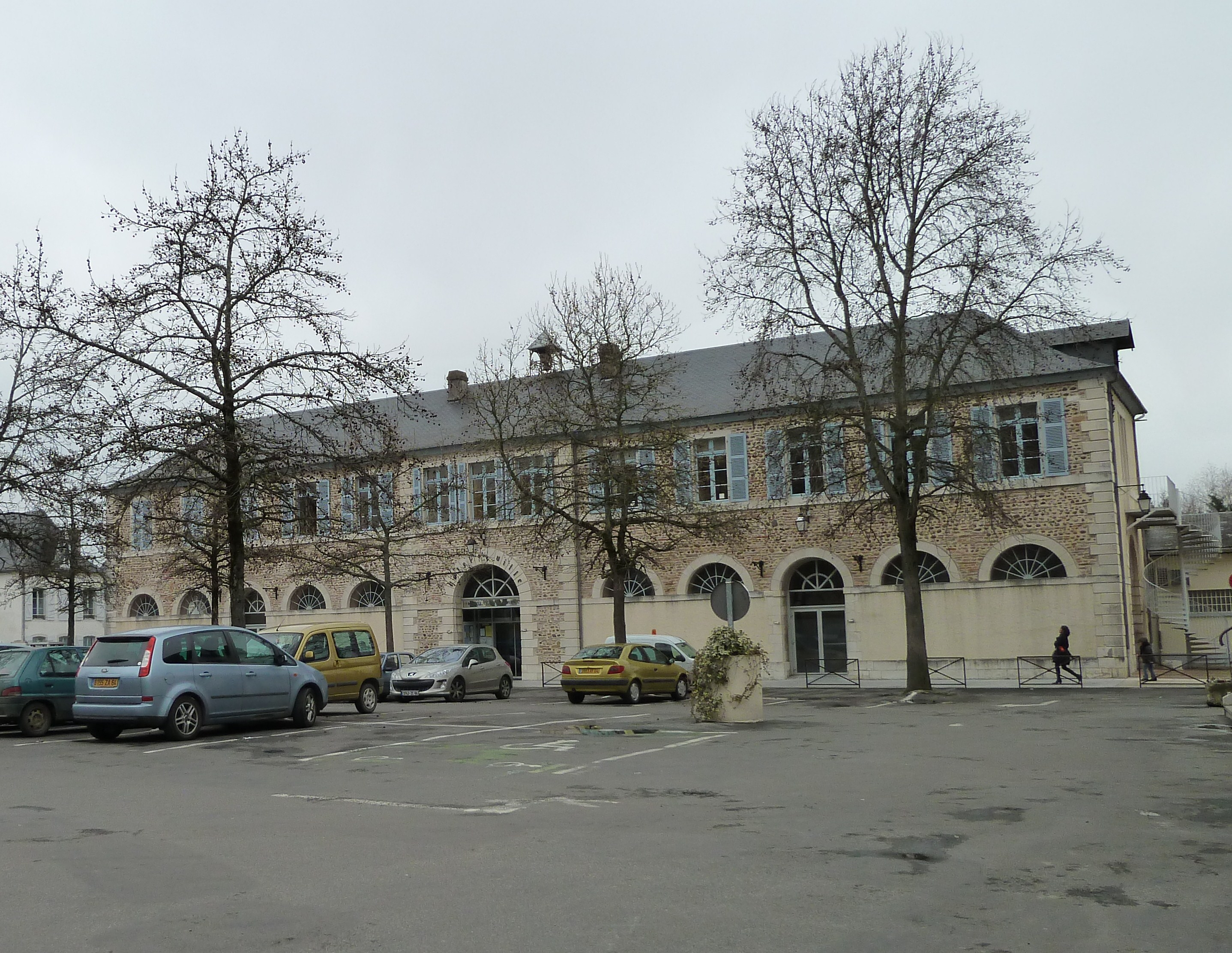
Ratusz

Morlaàs – miejscowość i gmina we Francji, w regionie Nowa Akwitania, w departamencie Pireneje Atlantyckie.
Według danych na rok 1990 gminę zamieszkiwały 3094 osoby, a gęstość zaludnienia wynosiła 235 osób/km² (wśród 2290 gmin Akwitanii Morlaàs plasuje się na 133. miejscu pod względem liczby ludności, natomiast pod względem powierzchni na miejscu 868.).